# Aces Over Europe
Aces Over Europe est un jeu vidéo de simulation de combat aérien développé par Dynamix et publié par Sierra Entertainment en 1993 sur PC. Le jeu fait suite à Aces of the Pacific, publié en 1992, dont il transpose le système de jeu au théâtre européen de la Seconde Guerre mondiale,.

## Accueil
| Aces Over Europe |      |       |
| Média            | Nat. | Notes |
| Gen4             | FR   | 90 %  |
| Joystick         | FR   | 79 %  |
| Tilt             | FR   | 85 %  |